# Ephippiochthonius schmalfussi
Espèce
Synonymes
- Chthonius schmalfussi Schawaller, 1990

Ephippiochthonius schmalfussi est une espèce de pseudoscorpions de la famille des Chthoniidae.

## Distribution
Cette espèce est endémique de Santorin en Grèce. Elle se rencontre dans une grotte à Kamari.

## Étymologie
Cette espèce est nommée en l'honneur d'Helmut Schmalfuss.

## Publication originale
- Schawaller, 1990 : Zwei neue hohlenbewohnende Chthonius-Arten (Arachnida, Pseudoscorpiones) von den Griechischen Inseln Santorin und Chios. Annales Musei Goulandris, vol. 8, p. 417-424.